# Кокор
Ко́кор — небольшой остров в восточной части Финского залива. Расположен в 2,5 км к западу от более крупного Сескара, в районе лежащей здесь каменистой отмели. Площадь Кокора составляет 20,4 га. Остров порос соснами и можжевельником, на северном и северо-восточном побережьи значительны заросли тростника.
В согласии с планами устройства Ингерманландского заповедника, Кокор должен войти в состав 9 участка. Окаймляющие остров воды настолько мелки, что дозволяют добираться до него с ближних островов вброд.